# Ensapa Lobsang Döndrub
Ensapa Lobsang Döndrub, ook Wensapa (1505–1568) was een belangrijk religieus Tibetaans leider in de gelugtraditie van het Tibetaans boeddhisme. Hij werd postuum erkend als de derde pänchen lama.
Döndrup bracht meer dan twintig jaar van zijn leven mediterend door in een geïsoleerde grot in de buurt van de Himalaya. Als jongeling had hij veel visioenen van Boeddha Shakyamuni. Hij zou helderziende gaven hebben gehad, zoals enkele dagen van tevoren kunnen voorspellen dat mensen zijn familie bezochten.
Toen hij als monnik werd ingewijd, reciteerde hij de gehele Perfectie van Wijsheid-soetra van achtduizend regels uit zijn hoofd, zowel in het Tibetaans als in het Sanskriet.